# H.P. Baxxter

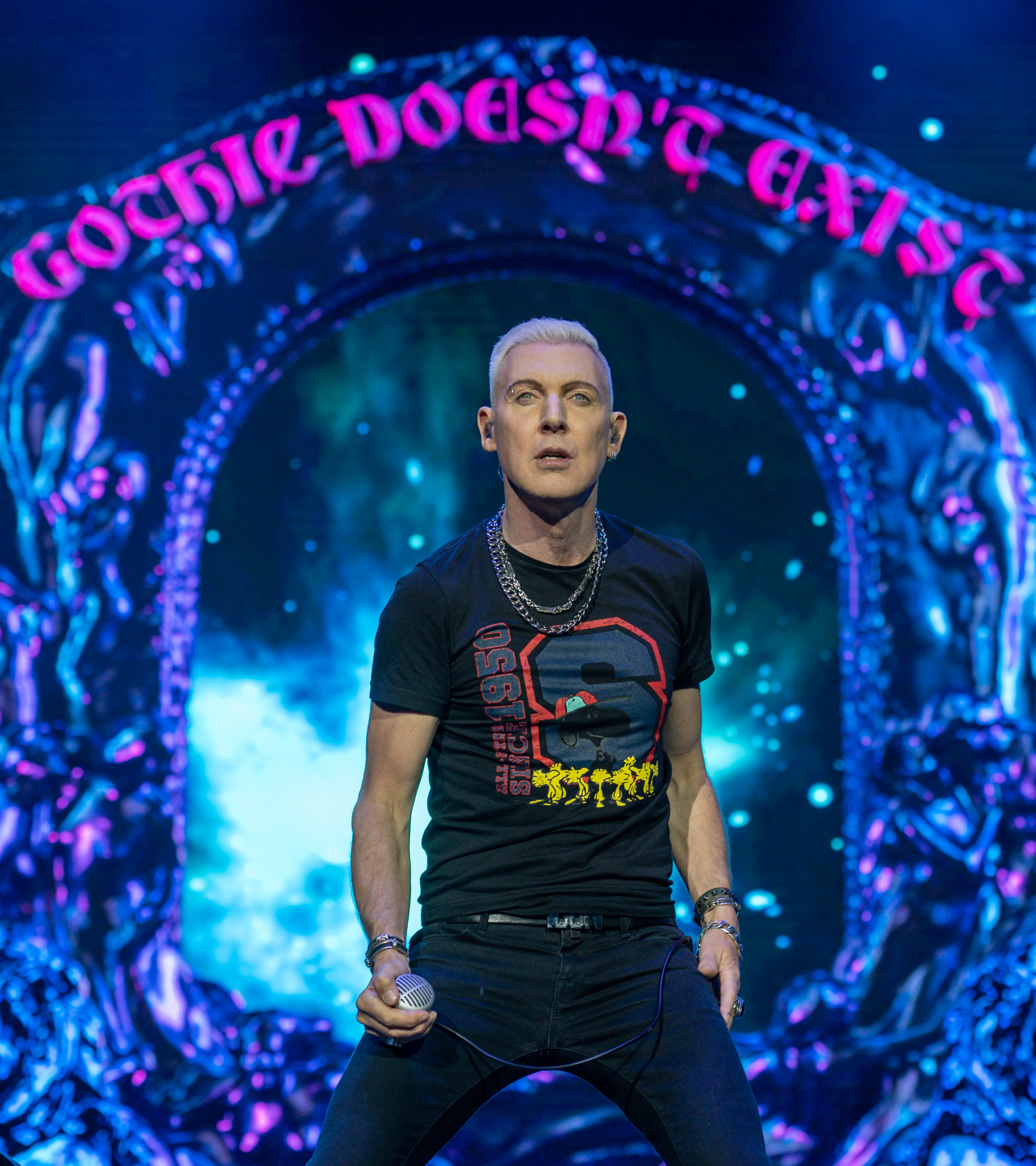
H.P. Baxxter

H.P Baxxter, egentligen Hans-Peter Geerdes, född 16 mars 1964 i Leer i Tyskland, är en tysk sångare och frontfigur i Scooter, ett av Europas mest kända Electro hard dance-band. Han var tidigare sångare i det tyska synthpopbandet Celebrate the Nun.